# Emulsja światłoczuła
Emulsja światłoczuła – zwykle zawiesina drobnokrystalicznych światłoczułych soli srebra (halogenków) w żelatynie.
Dodatkowymi składnikami emulsji mogą być barwniki uczulające lub komponenty barwników tworzących obraz fotograficzny na materiałach barwnych. Jeśli emulsją zostanie pokryta folia z tworzywa sztucznego, to powstanie błona fotograficzna, potocznie nazywana kliszą.
Emulsją światłoczułą nazywa się także materiały światłoczułe (fotorezysty) używane w procesach fotolitografii. Są to zwykle polimery światłoczułe rozpuszczone w rozpuszczalnikach organicznych.